# Lea Dabič
Lea Dabič (* 10. Juni 1981 in Bohinjska Bistrica) ist eine ehemalige slowenische Skirennläuferin.

## Biografie
Auf internationaler Ebene erzielte Dabič im Februar 2001 bei den Juniorenweltmeisterschaften im schweizerischen Verbier mit Rang vier im Slalom und Rang acht im Super-G Achtungserfolge. Im Skiweltcup bestätigte sie diese Leistung nicht. Zwischen Februar 2001 und Januar 2005 konnte sie sich bei 29 Starts nur viermal unter den besten zwanzig platzieren. Bestes Resultat ihrer Karriere war im Januar 2003 der 13. Platz beim Slalom von Bormio.
2002 war Dabič Mitglied des slowenischen Teams bei den Olympischen Winterspielen in Salt Lake City, schied im Slalomrennen allerdings aus. Im Jahr darauf erreichte sie bei den Weltmeisterschaften in St. Moritz den zwölften Platz in der Kombination.
Zwischen 1999 und 2003 wurde Dabič vierfache slowenische Meisterin. Im Europacup gewann sie im März 2003 in Piancavallo einen Super-G und eine Abfahrt. Ihre letzten internationalen Rennen bestritt sie im April 2006.

## Erfolge
Weltcup
- 6 Platzierungen unter den ersten 30

Europacupsiege
| Datum         | Ort         | Land    | Disziplin |
| ------------- | ----------- | ------- | --------- |
| 13. März 2003 | Piancavallo | Italien | Super-G   |
| 14. März 2003 | Piancavallo | Italien | Abfahrt   |

Weitere Erfolge
- Dreifache slowenische Meisterin im Slalom: 2001, 2002, 2003
- Slowenische Meisterin in der Kombination 1999
- 10 Siege in FIS-Rennen (8 × Slalom, 2 × Riesenslalom)